# Gila Wilderness
Le Gila Wilderness a été désignée première zone de nature sauvage (Wilderness) au monde le 3 juin 1924 . Comme le Aldo Leopold Wilderness et le Blue Range Wilderness, ses 225 820 hectares de nature sauvage font partie de la forêt nationale de Gila au Nouveau-Mexique. La zone protégée s'étend sur environ 43 km du nord au sud et 63 km d'est en ouest. Les Wilderness des États-Unis n'autorisent pas les véhicules motorisés ou mécanisés, même les bicyclettes. Le camping, la chasse et la pêche sont autorisés avec un permis approprié, mais aucune route, aucun bâtiment, aucune exploitation forestière ou minière n'est autorisée. Les zones sauvages dans les forêts nationales et les zones du Bureau de gestion des terres permettent la chasse en saison.
Le Gila Wilderness est situé dans le sud-ouest du Nouveau-Mexique, au nord de Silver City et à l'est de Reserve. Il contient la fourche ouest, la fourche intermédiaire et une grande partie de la fourche est de la rivière Gila. Les montagnes Mogollon traversent un arc à travers le désert. Le plus haut sommet, Whitewater Baldy, s'élève à 3321 mètres. À l'angle nord-est se trouve la Black Mountain s'élevant à 2831 mètres . Le monument national Gila Cliff Dwellings est adjacent au wilderness .

Le Gila Wilderness est la plus vaste Wilderness du Nouveau-Mexique.

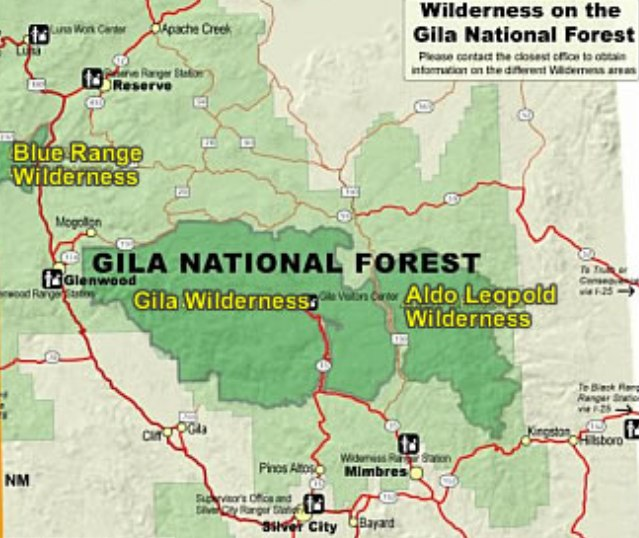
Une carte des zones sauvages de la forêt nationale de Gila, y compris la Gila Wilderness

## Histoire
Le peuple Mimbres, un sous-groupe des Mogollon, était actif entre 1000 et 1130 dans la région de Gila Wilderness, laissant des habitations sur les falaises, des ruines et d'autres preuves de leur culture. La bande Chiricahua des Apaches est arrivée dans la région entre 1200 et 1600. En raison de leur féroce protection, la région est restée sous-développée dans les années 1870 . En 1922, Aldo Leopold, un superviseur du Service forestier des États-Unis de la forêt nationale de Carson a proposé que la zone amont de la rivière Gila soit préservée par un processus administratif d'exclusion des routes et de refus des permis d'utilisation. Grâce à ses efforts, cette zone a été reconnue en 1924 comme la première Wilderness du système forestier national . Gila est devenue la première région sauvage désignée par le Congrès  du National Wilderness Preservation System lorsque la Wilderness Act a été promulguée par le président Lyndon B. Johnson en 1964.

## Faune et flore
La végétation dans le Gila Wilderness se compose d'une forêt d'épicéas, sapins et trembles au-dessus de 2 732 m, d'une forêt de pins ponderosa entre 1 981 m et 2 732 m, et d'une forêt de genévriers et de végétation désertique en dessous de 1 980 m et sur les pentes sèches du sud. Les zones broussailleuses, les prairies et les forêts récemment brûlées sont également courantes . Une variété d'écosystèmes forestiers des montagnes de l'Arizona est rencontrée, principalement caractéristiques d'une zone de transition entre le désert de Chihuahua et la flore typique des montagnes Rocheuses. Le désert comprend le mesquite, le pin Apache et est l'habitat le plus septentrionale du pin Chihuahua . Gila contient l'une des forêts de pins ponderosa les plus vastes et les plus saines au monde. Le sycomore de l'Arizona, le noyer, l'érable, le frêne, le peuplier deltoïde, l'aulne et le saule se trouvent le long des rivières et dans les canyons.
Gila abrite des prédateurs tels que le lynx roux et le puma. Le cerf mulet, le cerf de Virginie et l'antilope américaine (pronghorn) y vivent. D'autres mammifères comprennent l'ours noir, le pécari à collier, le renard gris et le coati à nez blanc. Le loup du Mexique en danger critique d'extinction a été réintroduit ici en 1988 avec onze individus élevés en captivité. La plupart sont morts ou ont été tués et d'autres ont été libérés l'année suivante . Depuis 2006, quatre meutes se sont implantées au sein de Gila . En raison de conflits avec les propriétaires de bétail, le programme fédéral de contrôle des prédateurs a tué ou enlevé plusieurs animaux .
Les mouflons d'Amérique étaient communs dans toute la région jusqu'en 1900 environ, date à laquelle ils ont disparu localement à cause de la chasse. Les mouflons des Rocheuses ont été réintroduits dans le Gila Wilderness après 1958 à partir d'un troupeau canadien dans les montagnes de Sandia. Le wapiti a été réintroduit par le Département du gibier et du poisson du Nouveau-Mexique en 1954 avec seize animaux du parc national de Yellowstone .
Le gibier à plumes comprend le dindon sauvage et le tétras sombre ; les oiseaux de proie comprennent le faucon noir, la buse à queue barrée, l'autour des palombes, le balbuzard pêcheur et le pygargue à tête blanche ; les cincles d'Amérique se trouvent dans les ruisseaux de montagne . Le Gila Wilderness abrite la plus grande population de chouettes tachetées quasi menacées, qui préfèrent les peuplements de sapins de Douglas ou de sapins blancs et peuvent être trouvées dans les forêts de pins ponderosa avec un sous-bois bien développé de chênes Gambel.
Les reptiles tels que le serpent corail de l'Arizona et le monstre de Gila sont rarement présents ; les serpents communs comprennent le serpent à sonnette à queue noire, le crotale des rochers et le lampropeltis. La truite brune, la truite arc-en-ciel, le poisson-chat et le bar se trouvent dans les rivières et les ruisseaux. La truite de Gila menacée est présente dans les ruisseaux Iron, McKenna et Spruce. Elle préfère les eaux suffisamment profondes, comme les étangs à castors, qui lui offrent des cachettes et peuvent résister aux inondations comme à la sécheresse .

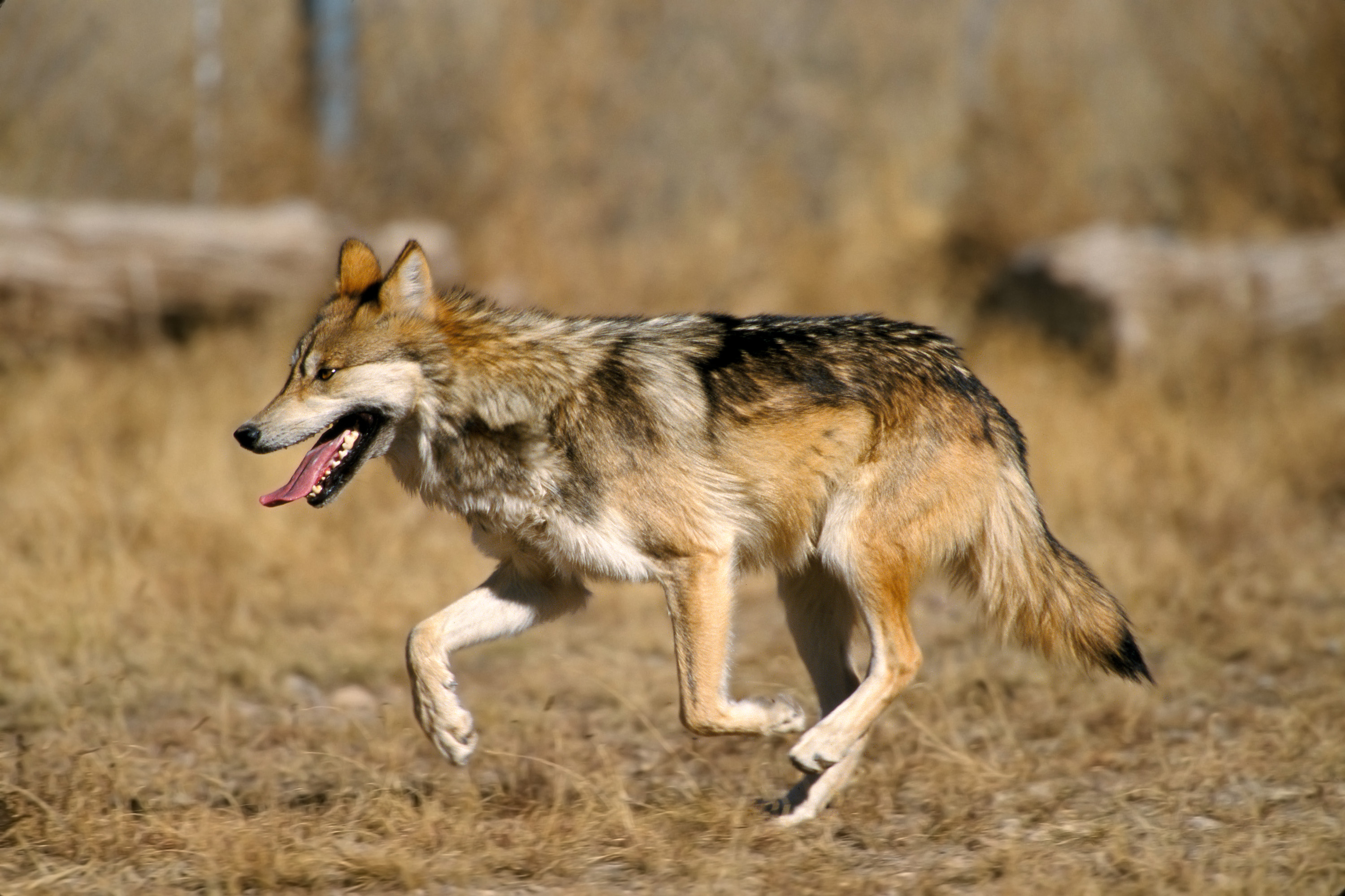
Quatre meutes de loups mexicains errent dans le désert.
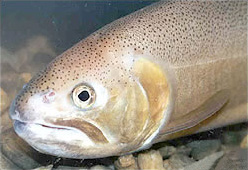
La truite de Gila menacée se trouve dans le désert.
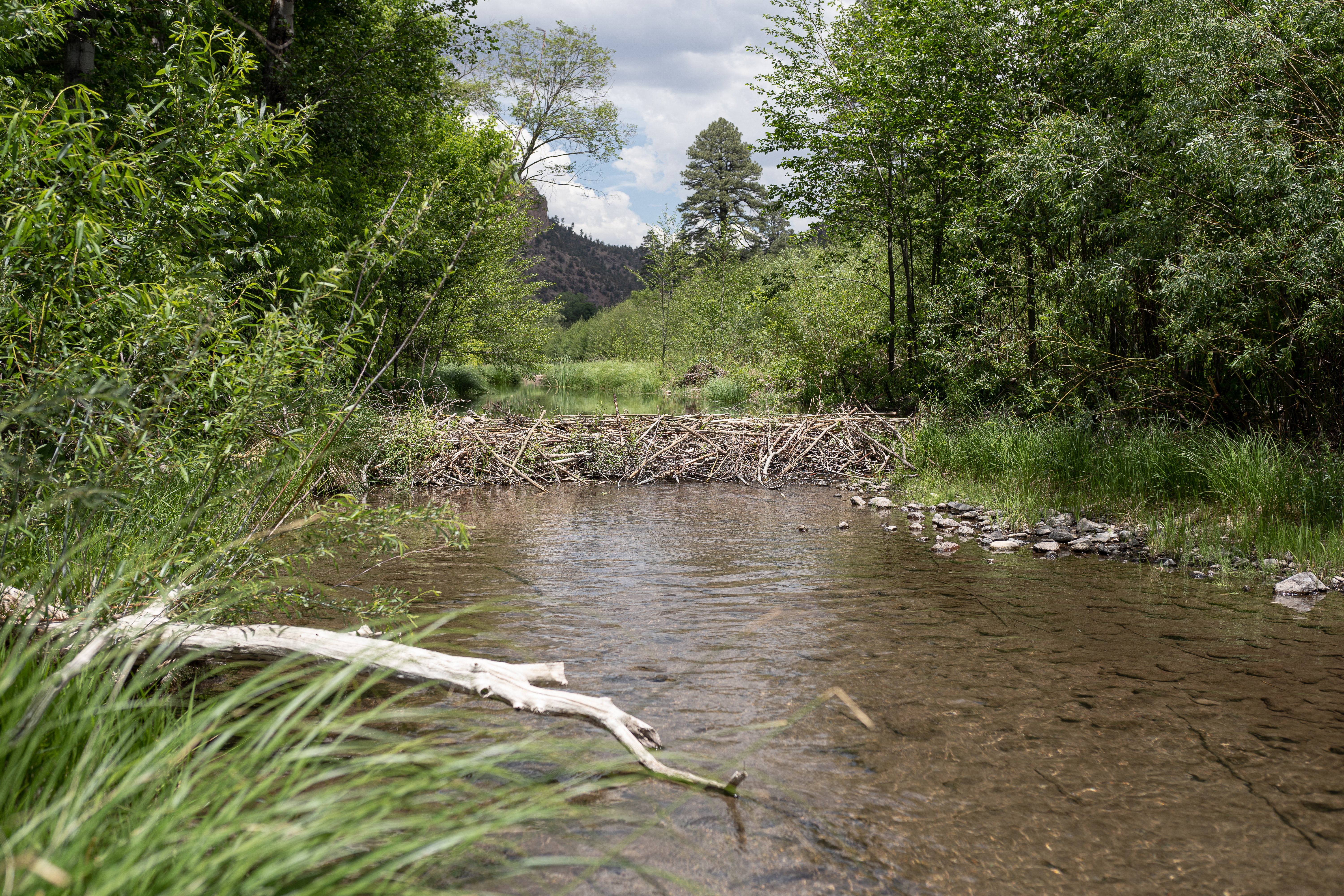
Un barrage de castor s'étend sur une section de la fourche médiane de la rivière Gila.

## Loisirs

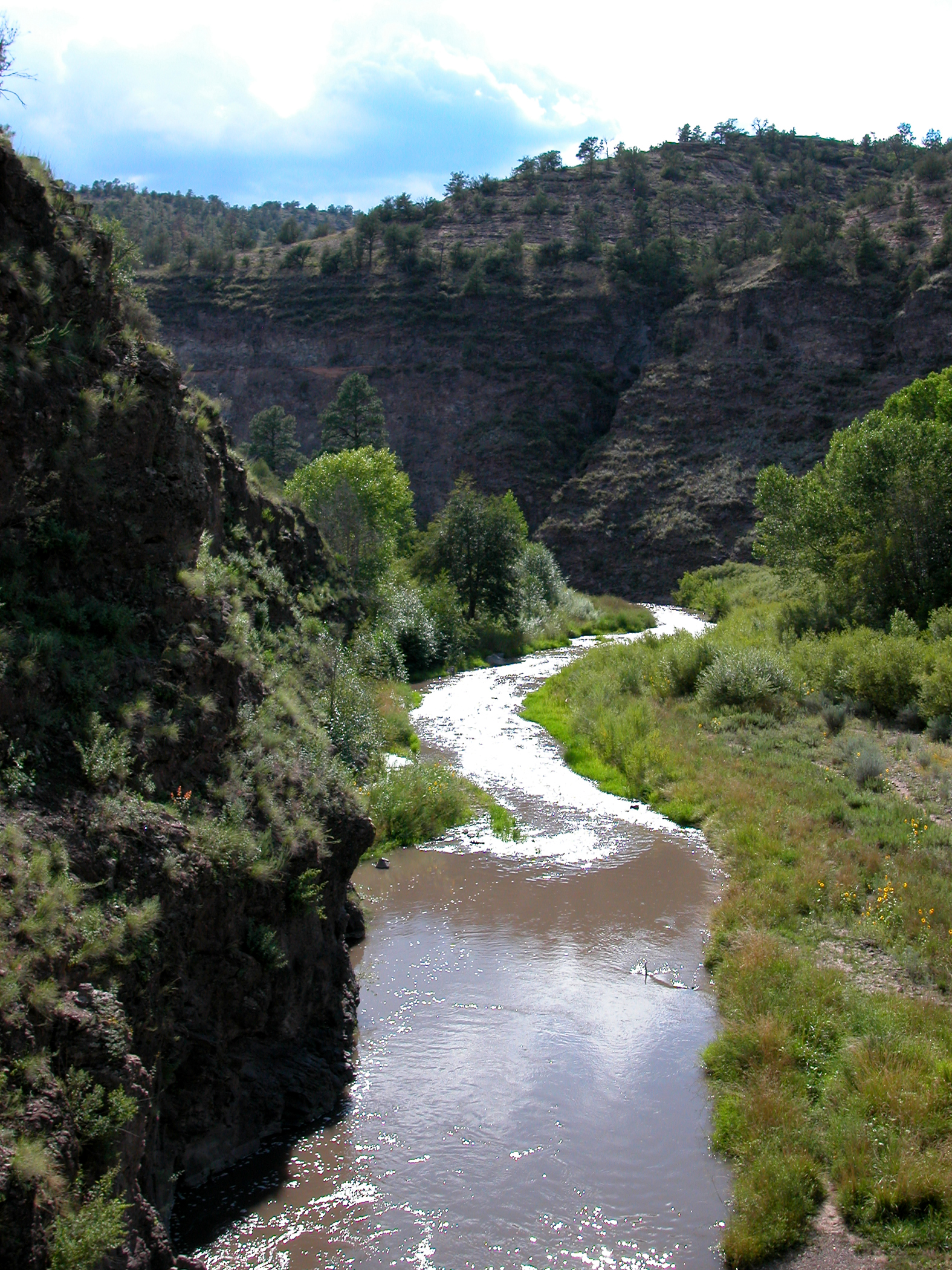
La rivière Gila serpente à travers le désert.

Le US Forest Service décrit le climat de la région sauvage comme "quatre saisons douces" . Les altitudes inférieures à 2000 mètres sont accessibles toute l'année avec de fortes chutes de neige hivernales peu fréquentes. L'altitude modère les températures estivales élevées du désert de Chihuahua environnant. Mai et juin sont les mois les plus chauds et les plus secs. De nombreux sentiers sont relativement faciles, suivant des vallées fluviales bordées de falaises ou traversant des mesas au sommet plat. L'eau est souvent rare en raison des sécheresses fréquentes. Les températures estivales peuvent approcher les 37 °C, et la taille et l'isolement de la nature sauvage augmentent les risques de visite. Un randonneur a été retrouvé vivant en 2007 après avoir été perdu 40 jours dans le Gila Wilderness, établissant un nouveau record d'État pour le nombre de jours pour qu'une personne perdue soit retrouvée vivante. Il est courant que les randonneurs se perdent dans la vaste étendue du Gila ; certains ne sont jamais retrouvés .
Le Gila Wilderness offre des possibilités de pêche, de chasse, de randonnée, d'équitation et de camping. Il compte des centaines de kilomètres de sentiers de randonnée et d'équitation à partir de plus de cinquante points de départ facilement accessibles ,.
De nombreuses sources chaudes se trouvent dans le désert. Les habitations des falaises bordent les vallées des cours d'eau, en particulier le long de la fourche médiane de la rivière Gila. Le rafting sur la rivière Gila est populaire au printemps lorsque les niveaux d'eau de la rivière sont élevés en raison de la fonte des neiges dans les hautes montagnes. Parce qu'il s'agit d'une nature sauvage, les visiteurs doivent minimiser leur impact sur l'environnement naturel en observant les principes du Leave No Trace.

## Source de traduction
- (en) Cet article est partiellement ou en totalité issu de l’article de Wikipédia en anglais intitulé « Gila Wilderness » (voir la liste des auteurs).